# Leptomyrmex lugubris
Leptomyrmex lugubris é uma espécie de formiga do gênero Leptomyrmex.